# アダムス・ファミリー (2019年の映画)
『アダムス・ファミリー』（原題：The Addams Family）は、2019年製作のアメリカ合衆国のホラー・コメディ映画。
チャールズ・アダムスによる同名のカートゥーン（漫画）『アダムス・ファミリー』のCGアニメーション映画化。『ソーセージ・パーティー』のコンラッド・ヴァーノンとグレッグ・ティアナンの共同監督。

## ストーリー
ゴメズとモーティシアが結婚式を挙げている最中、2人を不気味に思う人々が突如乱入してきた。グランドママの助けもあって、2人はハンドと一緒に何とか会場から脱出することに成功した。2人＋1本はニュージャージー州へと引っ越すことにした。道中、ハンドの運転ミスで男性を轢いてしまうという事件に見舞われた。その男性（ラーク）は病院から脱走してきた精神病患者であった。2人はラークを大いに気に入り、彼を一家の執事として雇うことにした。そして、2人は丘の上にあるかつての精神病院を新居とした。
それから13年後、アダムス一家は外界と切り離された生活を送っていた。ゴメズは長男のパグズリーが受ける通過儀礼の準備に精を出し、モーティシアは外の世界に出たがる長女のウェンズデーを抑え込もうとしていた。最近になって、外の世界から紙吹雪や風船の類いが飛んでくるようになったため、ウェンズデーの外界に対する関心は高まる一方であった。また、屋敷の周りに発生する霧も徐々にその量を減らしていた。
ほどなくして、アダムス一家の存在はマーゴの知るところとなった。マーゴはリアリティ番組の司会者として人気を博しており、屋敷の近くでアシミレーションという名前の理想郷を構築しようとしていた。アシミレーションを完璧な街にしたいマーゴにとって、薄気味悪いアダムス一家は忌々しい存在でしかなかった。マーゴはアダムス一家にアシミレーションに調和する生き方を実践するよう求めたが、一家に無視されたため、あらゆる手段を駆使して排除することを決意する。

## キャスト
| 役名                   | 原語版声優                 | 日本語吹替                     |
| ---------------------- | -------------------------- | ------------------------------ |
| ゴメズ・アダムス       | オスカー・アイザック       | 生瀬勝久                       |
| モーティシア・アダムス | シャーリーズ・セロン       | 杏                             |
| ウェンズデー・アダムス | クロエ・グレース・モレッツ | 二階堂ふみ                     |
| パグズリー・アダムス   | フィン・ウルフハード       | 堀江瞬                         |
| フェスターおじさん     | ニック・クロール           | 秋山竜次〈ロバート〉           |
| グランドママ           | ベット・ミドラー           | 京田尚子                       |
| マーゴ・ニードラー     | アリソン・ジャニー         | LiLiCo                         |
| グレン                 | タイタス・バージェス       | 井上翔太                       |
| パーカー・ニードラー   | エルシー・フィッシャー     | 伊瀬茉莉也                     |
| ラーチ                 | コンラッド・ヴァーノン     | 大塚明夫                       |
| デニス                 | エイミー・ガルシア         | 小若和郁那                     |
| カズン・イット         | スヌープ・ドッグ           |                                |
| 祖母フランプ           | キャサリン・オハラ         | 久保田民絵                     |
| 祖父フランプ           | マーティン・ショート       | 宝亀克寿                       |
| スルーム               | ジェニファー・ルイス       | 宮寺智子                       |
| ベサニー               | チェルシー・フライ         | 森なな子                       |
| ライラ                 | ポム・クレメンティエフ     | 松田利冴                       |
| カイラ                 | ポム・クレメンティエフ     | 松田颯水                       |
| 司祭                   | コンラッド・ヴァーノン     | 岩崎ひろし                     |
| ノーマン               | ハーランド・ウィリアムズ   | 青山穣                         |
| トルーディ             | マギー・ホイーラー         | 竹内夕己美                     |
| グレーヴリー先生       | デヴェン・グリーン         | 森夏姫                         |
| ミッチ                 | スコット・アンダーウッド   | 沢城千春                       |
| 館の精                 | コンラッド・ヴァーノン     | 藤井隼                         |
| キャンディ             | マイキー・マディソン       | 福原綾香                       |
| グゲーリ               | ハーランド・ウィリアムズ   | 近松孝丞                       |
| ドクター・フランベ     | コンラッド・ヴァーノン     | 丸山智行                       |
| ケン                   |                            | 小林達也                       |
| ペチュニア             |                            | 壇英子                         |
| ジョン                 |                            | 真木駿一                       |
| ビル                   |                            | 渡部俊樹                       |
| ケビンの友人           |                            | 東内マリ子                     |
| 村の男                 |                            | 佐久間元輝 上住谷崇            |
| 文句屋                 |                            | 松本沙羅                       |
| コジップ男             |                            | 山本満太 堀総士郎 佐々木拓真   |
| コジップ女             |                            | 高梨愛                         |
| 手で歩く女             |                            | 斎藤こず恵                     |
| アダムス男             |                            | 中務貴幸                       |
| 怒る男                 |                            | 大下昌之                       |
| 後ろの男               |                            | 永井将貴                       |
| 岩石の女               |                            | きそひろこ                     |
| 翻訳                   | 翻訳                       | 桜井裕子                       |
| 演出                   | 演出                       | 高橋正浩                       |
| 音楽演出               | 音楽演出                   | 亀川浩未                       |
| 日本語版制作           | 日本語版制作               | 株式会社ニュージャパンフィルム |

## 製作
2010年、イルミネーション・エンターテインメントが『アダムス・ファミリー』の映画化権を獲得し、企画をユニバーサル・ピクチャーズに持ち込んだ。当初、本作はティム・バートン監督によるストップモーション・アニメーション映画として製作される予定だったが、製作は頓挫してしまった。しかし、2013年10月、メトロ・ゴールドウィン・メイヤーが『アダムス・ファミリー』のアニメ映画を製作することになり、パメラ・ペトラーに脚本の執筆を依頼した。2017年10月26日、コンラッド・ヴァーノンが本作の監督に起用されると共に、マット・リーバーマンが本作の脚本の完成稿を書き上げたと報じられた。12月15日、オスカー・アイザックが本作の出演交渉に臨んでいるとの報道があった。
2018年6月、シャーリーズ・セロン、アリソン・ジャネイ、ベット・ミドラー、クロエ・グレース・モレッツ、ニック・クロール、フィン・ウルフハードの出演が決まった。8月30日、エルシー・フィッシャーの起用が発表された。11月23日、マーティン・ショートとキャサリン・オハラが本作に出演することになったと報じられた。2019年6月、ブロン・クリエイティブが本作に出資すると発表した。

### 音楽
2019年4月16日、マイケル・ダナとジェフ・ダナが本作で使用される楽曲を手掛けるとの報道があった。9月13日、ミーゴス、スヌープ・ドッグ、カロルG、ロック・マフィアによる劇中歌『My Family』のシングルがリリースされた。27日、クリスティーナ・アギレラが歌う『Haunted Heart』がシングルとして発売された。10月11日、レイクショア・レコーズが本作のサウンドトラックを発売した。

## 公開・マーケティング
当初、本作は2019年10月18日に全米公開される予定だったが、後に公開日は同月11日に前倒しされた。
2018年6月5日、本作のスチル写真が初めて公開された。2019年4月19日、本作のティーザー・トレイラーが公開された。8月7日、本作のオフィシャル・トレイラーが公開された。なお、製作サイドは本作のマーケティングに7200万ドルを費やしたとされる。

## 興行収入
本作は『ジェミニマン』や『ジェクシー! スマホを変えただけなのに』と同じ週に封切られ、公開初週末に2900万ドル前後を稼ぎ出すと予想されていたが、その予想は的中した。2019年10月11日、本作は全米4007館で公開され、公開初週末に3030万ドルを稼ぎ出し、週末興行収入ランキング初登場2位となった。

## 評価
本作に対する批評家からの評価は平凡なものに留まっている。映画批評集積サイトのRotten Tomatoesには154件のレビューがあり、批評家支持率は44%、平均点は10点満点で5.29点となっている。サイト側による批評家の見解の要約は「『アダムス・ファミリー』は人気・実力の双方を兼ね備えた俳優を起用し、アニメーションも観客の心を掴むものに仕上がっている。しかし、それらを以てしても、良い意味でダークな原作漫画をやたらと感傷的なストーリーに仕立てたという失敗は挽回できなかった。」となっている。また、Metacriticには23件のレビューがあり、加重平均値は46/100となっている。なお、本作のCinemaScoreはB+となっている。

## 続編
2019年10月15日、本作の興行収入が好調だったことを受けて、メトロ・ゴールドウィン・メイヤーは続編を製作すると発表した。11月、コンラッド・ヴァーノンとグレッグ・ティアナンの続投が決まった。
2021年8月、『アダムス・ファミリー2 アメリカ横断旅行!』はCOVID-19パンデミックと、SARSコロナウイルス2-デルタ株の影響により、アメリカとカナダで同日に劇場公開とレンタル配信に変更された。